# Jozef Stümpel
Jozef Stümpel (* 20. Juli 1972 in Nitra, Tschechoslowakei) ist ein ehemaliger slowakischer Eishockeyspieler, der im Laufe seiner Karriere 1012 Partien in der National Hockey League für die Boston Bruins, Los Angeles Kings und Florida Panthers absolviert hat. Er galt mit seiner kreativen Spielweise und seinen präzisen Pässen als einer der prägendsten Eishockeyspieler der 1990er Jahre. Auf Klub- und Nationalmannschaftsebene bildete er mit Žigmund Pálffy ein sehr produktives Sturmduo. Neben dem Eishockeysport spielte er Streethockey und wurde im Oktober 2012 zum Präsidenten des Slowakischen Streethockey-Verbandes gewählt.

## Karriere
Jozef Stümpel startete seine Karriere in seiner Heimatstadt beim AC Nitra. Nachdem er zwei Jahre in der 1. Liga der Tschechoslowakei, unter anderem gemeinsam mit Žigmund Pálffy, gespielt hatte, wurden die Kölner Haie 1991 auf ihn aufmerksam und verpflichteten das junge Talent. Beim NHL Entry Draft 1991 sicherten sich die Boston Bruins, die ihn an insgesamt 40. Stelle zogen, die Rechte an dem links schießenden Center. Durch starke Leistungen empfahl er sich für ein Engagement in der National Hockey League und wechselte noch während der Spielzeit zu den Bruins. Allerdings bekam er in den ersten Jahren nicht viele Einsätze in Boston, sondern wurde zum Großteil in der AHL-Mannschaft in Providence eingesetzt.
1993/94 etablierte sich Stümpel in der NHL-Mannschaft der Bruins und spielte auch die Play-offs in Boston, wo man erstmals die zweite Runde erreichte. Zu Beginn der Spielzeit 1994/95 spielte er aufgrund des Lockouts erneut für die Kölner Haie, kehrte aber nach dessen Ende nach Nordamerika zurück. 1997, Stümpel war mittlerweile ein Topspieler in der Liga geworden, wurde er zu den Los Angeles Kings transferiert, wo er die nächsten vier Jahre spielte und stets zu den besten Spielern gehörte. Jedoch blieb sein größter Erfolg das erneute Erreichen der zweiten Play-off-Runde 2001. Kurz nach Saisonbeginn 2001 wurde er zurück nach Boston getauscht, wo er in den folgenden zwei Jahren 109 Punkte in 161 Spielen scorte, in den Play-offs aber jeweils früh scheiterte. Zur Saison 2003/04 wechselte er nochmals zu den Kings zurück. Seinen Zwei-Jahres-Vertrag konnte er allerdings wegen des Lockouts nicht erfüllen – die Spielzeit 2004/05 spielte er beim HC Slavia Prag in der tschechischen Extraliga. Nach Ende der Aussperrung 2005 kehrte Stümpel nach Nordamerika zurück, wo er bis 2008 für die Florida Panthers spielte. Im Sommer desselben Jahres wechselte er in die Kontinentale Hockey-Liga zu Barys Astana aus Kasachstan.
Im Juli 2010 wechselte er zusammen mit Maxim Spiridonow und Konstantin Glasatschow zum HK Dinamo Minsk und war in der folgenden Spielzeit Mannschaftskapitän des Klubs. Für Dinamo absolvierte er 52 KHL-Partien, in denen ihm 33 Scorerpunkte gelangen. Nach Saisonende wurde er vom HK Spartak Moskau verpflichtet. Im Dezember 2011 wurde sein Kontrakt bei Spartak aufgelöst und Stümpel gleichermaßen wie Marcel Hossa als Free Agent verfügbar. Stümpel kehrte daraufhin zunächst in die Slowakei zurück und absolvierte zwei Spiele für seinen Heimatverein, ehe er Ende Januar 2012 von Kärpät Oulu aus der SM-liiga verpflichtet wurde. Für Kärpät absolvierte er in der Folge 27 Partien.
Zwischen 2012 und 2016 gehörte Stümpel zum Kader des HK Nitra, für den er in vier Spielzeiten über 220 Scorerpunkte sammelte und damit regelmäßig zu den Topscorern der Extraliga gehörte. Im Februar 2016 verließ er den HK Nitra und spielte bis zum Ende der Saison 2015/16 für HC Dukla Trenčín. Anschließend folgte eine Saison beim MHk 32 Liptovský Mikuláš, ehe er seine Karriere in der drittklassigen 2. Liga beim HK Nitra 96 und MŠK Žiar nad Hronom ausklingen ließ.

### International
1990 nahm Stümpel erstmals für die Auswahl der ehemaligen Tschechoslowakei an einem Turnier teil (Junioren-Europameisterschaft). Ein Jahr später bestritt er zudem die Junioren-Weltmeisterschaft für sein Land. Mit der A-Nationalmannschaft der Slowakei spielte er bei den Weltmeisterschaften 1997, 2002, 2003, 2004 und 2005, wobei er 2002 mit dem Team den Titel gewann und ein Jahr später die Bronzemedaille. 2002 nahm er außerdem an den Olympischen Spielen in Salt Lake City, vier Jahre später an den Winterspielen in Turin und 2004 am World Cup of Hockey teil.

## Erfolge und Auszeichnungen
- 1990 Bronzemedaille bei der U18-Junioren-Europameisterschaft
- 1991 Bronzemedaille bei der Junioren-Weltmeisterschaft
- 2002 Goldmedaille bei der Weltmeisterschaft
- 2003 Bronzemedaille bei der Weltmeisterschaft
- 2010 KHL All-Star Game
- 2014 Topscorer der slowakischen Extraliga
- 2014 MVP der Extraliga-Playoffs

## Karrierestatistik
(Legende zur Spielerstatistik: Sp oder GP = absolvierte Spiele; T oder G = erzielte Tore; V oder A = erzielte Assists; Pkt oder Pts = erzielte Scorerpunkte; SM oder PIM = erhaltene Strafminuten; +/− = Plus/Minus-Bilanz; PP = erzielte Überzahltore; SH = erzielte Unterzahltore; GW = erzielte Siegtore; 1 Play-downs/Relegation; Kursiv: Statistik nicht vollständig)